# Severozápadní indiánská válka
Severozápadní indiánská válka (1785–1795), nazývaná též válka o Ohio či válka Malé želvy, byla konfliktem mezi USA a konfederací mnoha indiánských etnik, jež měly určitou podporu Britů, o kontrolu Severozápadního teritoria. Jednalo se o další ze série bojů o toto území, které se táhly už stovky let – nejprve mezi indiánskými kmeny a poté rovněž za účasti Francie a Británie a jejích kolonistů. Americká armáda považuje tento konflikt za první ze série válek s indiány.

## Průběh války

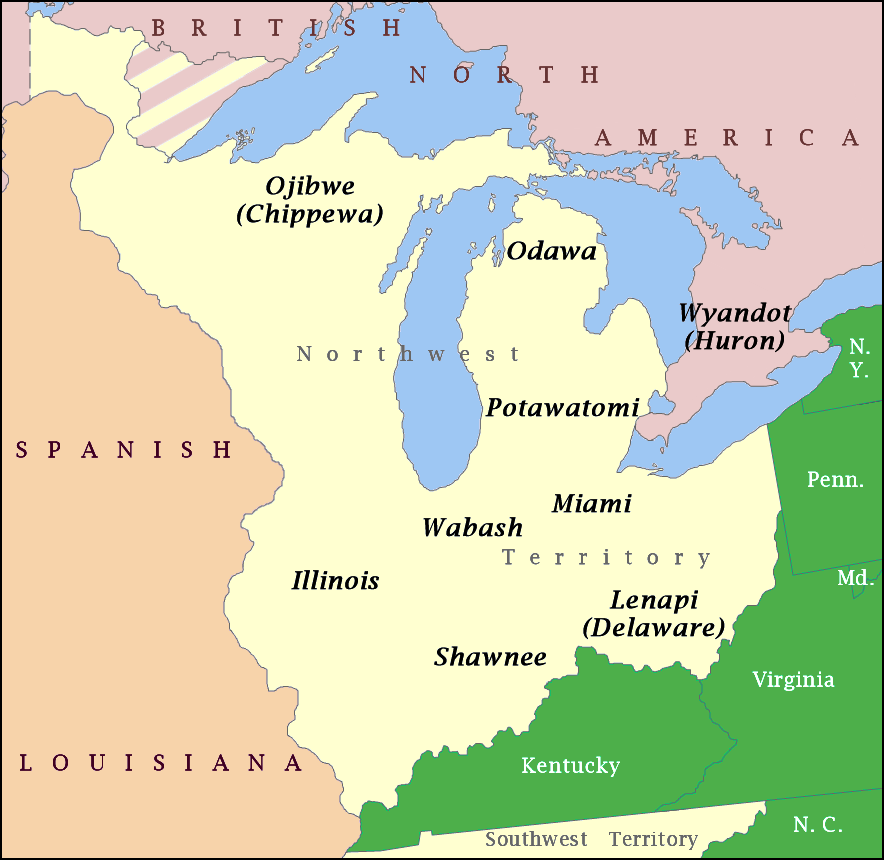
Přibližné rozmístění některých indiánských etnik okolo roku 1792

Článek 2 Pařížské mírové smlouvy (1783), jež ukončila americkou válku za nezávislost, zmiňuje Velká jezera jako hranici mezi britskými teritorii na severu a Spojenými státy na jihu. V oblasti nazývané v USA Ohijská země (Ohio country) nebo Illinoiská země (Illinois country) sídlily mnohé indiánské kmeny: Mingové, Wyandoti (Huroni), Šavané, Delawarové, Illinoiové, Miamiové, Ottawové, Senekové, Ojibwejové, Kickapoové, Weové, Potawatomiové a další. Tyto kmeny netvořily nějaké ucelené politické či etnické jednotky, spíše byly organizovány do vesnic či komunit. Navzdory smlouvě si Britové podrželi místní pevnosti a pokračovali v politice, která podporovala domorodce vůči USA. V roce 1785 se zde utvořila Hurony vedená Západní konfederace. Ta prohlásila zdejší teritorium za indiánské území a jejím cílem bylo zabránit dalšímu pronikání amerických osadníků na toto území. Došlo k sérii šarvátek, přepadů a odvetných výprav, jimiž válka de facto začala. Do konce 80. let si tato série násilí vyžádala asi 1500 mrtvých. Nově zvolený prezident George Washington nařídil armádě, aby silou prosadila nad oblastí americkou suverenitu. Americké jednotky vyslané na západ, jež se skládaly z nevycvičených rekrutů a dobrovolníků z řad milice, utrpěly v letech 1790 až 1791 sérii porážek, z nichž především bitva na řece Wabash (zvaná obvykle St. Clairova porážka) z listopadu 1791, při níž Američané ztratili okolo 1000 mužů, představovala zdrcující potupu. Jednalo se o jedny z nejtěžších porážek, které kdy armáda USA zažila.
Po těchto neúspěších se do čela americké armády postavil hrdina z války za nezávislost generál Anthony Wayne (přezdívaný „Šílený Anthony“). Ten se funkce ujal koncem roku 1792 a zorganizoval a vycvičil řádnou bojovou sílu zvanou Legie Spojených států. Poté postupoval metodicky Severozápadním teritoriem a budoval zde opěrné body v podobě pevností (Fort Greenville, Fort Recovery). Mezitím probíhala jednání mezi Američany a různými indiánskými etniky o míru, který nakonec indiáni odmítli, neboť počítali v dalším průběhu konfliktu s rozhodnou pomocí Britů. Ti skutečně vystavěli Fort Miami a vyslali malé jednotky převážně z řad kanadských osadníků. V červnu 1794 se Indiáni za pomoci Britů pokusili dobýt Fort Recovery, ale byli odraženi. V srpnu 1794 pak došlo k rozhodujícímu střetu celé války k bitvě u Fallen Timbers (místo poblíž dnešního Toleda v Ohiu, nedaleko jihozápadního pobřeží Erijského jezera). Ač ztráty obou stran byly přibližně stejné (cca 40 mrtvých), indiánská konfederace se po bitvě rozpadla a navíc ztratila důvěru v Brity, kteří v klíčový okamžik domorodcům nepomohli. Američané poničili domorodá pole a osady a postavili Fort Wayne na místě hlavní vesnice Miamiů Kekionga jako ukázku americké suverenity v srdci indiánské země. Mnohé indiánské komunity v následujících měsících doslova hladověly a paradoxně se tak staly potravinově závislé na svých nepřátelích. Celou válku ukončila smlouva z Greenville (srpen 1795), na jejíž základě indiáni postoupili Američanům za malý poplatek a každoroční dodávky zboží rozsáhlé území (jihovýchodní část Severozápadního teritoria). Jayova smlouva z června téhož roku pak rozhodla o tom, že Britové opustili své pevnůstky a posty jižně od Velkých jezer a přenechali je Američanům.